# Pierre Aubry (hockey sur glace)
Pour les articles homonymes, voir Pierre Aubry et Aubry.
Pierre Aubry (né le 15 avril 1960 à Cap-de-la-Madeleine dans la province de Québec au Canada) est un joueur professionnel canadien de hockey sur glace. Il est le père de Louis-Marc Aubry.

## Carrière de joueur
Aubry commença sa carrière junior dans la Ligue de hockey junior majeur du Québec en 1977. Il y resta trois saisons où il mena son équipe, les Draveurs de Trois-Rivières, à la Coupe Memorial en 1979. Il eut une carrière prolifique au niveau junior, étant même nommé dans la deuxième équipe d'étoiles de la LHJMQ en 1980. Malgré ses prouesses, aucune équipe de la LNH ne le repêcha.
Tout juste avant le début de la saison 1980-1981, une équipe se manifesta enfin en lui proposant un contrat de la LNH. Ce club était les Nordiques de Québec, il joua quelques saisons avec eux avant d'être échangé pour de l'argent au Red Wings de Détroit en 1984. Après quelques essais avec Détroit, il s'avéra difficile pour Aubry de s'établir dans la LNH, jouant la majeure partie des saisons dans la Ligue américaine de hockey. Il s'exila en Europe pour quelques saisons où il y termina sa carrière.
En 1997-1998, il fit un bref retour dans le hockey, s'alignant 5 joutes avec les Aztèques d'Asbestos dans la Ligue de hockey semi-professionnel du Québec.

## Statistiques
| Saison     | Équipe                     | Ligue          |     | Saison régulière | Saison régulière | Saison régulière | Saison régulière | Saison régulière |    | Séries éliminatoires | Séries éliminatoires | Séries éliminatoires | Séries éliminatoires | Séries éliminatoires |
| Saison     | Équipe                     | Ligue          | PJ  | B                | A                | Pts              | Pun              | PJ               | B  | A                    | Pts                  | Pun                  |                      |                      |
| 1977-1978  | Remparts de Québec         | LHJMQ          | 32  | 18               | 19               | 37               | 19               |                  |    |                      |                      |                      |                      |                      |
| 1977-1978  | Draveurs de Trois-Rivières | LHJMQ          | 41  | 20               | 25               | 45               | 34               |                  |    |                      |                      |                      |                      |                      |
| 1978-1979  | Remparts de Québec         | LHJMQ          | 7   | 2                | 3                | 5                | 5                |                  |    |                      |                      |                      |                      |                      |
| 1978-1979  | Draveurs de Trois-Rivières | LHJMQ          | 67  | 53               | 45               | 98               | 97               | 13               | 2  | 5                    | 7                    | 10                   |                      |                      |
| 1978-1979  | Draveurs de Trois-Rivières | Coupe Memorial |     |                  |                  |                  |                  | 4                | 0  | 1                    | 1                    | 0                    |                      |                      |
| 1979-1980  | Draveurs de Trois-Rivières | LHJMQ          | 72  | 85               | 62               | 147              | 118              | 7                | 5  | 3                    | 8                    | 14                   |                      |                      |
| 1980-1981  | Blades d'Érié              | EHL            | 71  | 66               | 68               | 134              | 99               | 8                | 7  | 8                    | 14                   | 4                    |                      |                      |
| 1980-1981  | Americans de Rochester     | LAH            | 1   | 0                | 0                | 0                | 0                |                  |    |                      |                      |                      |                      |                      |
| 1980-1981  | Nordiques de Québec        | LNH            | 1   | 0                | 0                | 0                | 0                |                  |    |                      |                      |                      |                      |                      |
| 1981-1982  | Express de Fredericton     | LAH            | 11  | 6                | 5                | 11               | 10               |                  |    |                      |                      |                      |                      |                      |
| 1981-1982  | Nordiques de Québec        | LNH            | 62  | 10               | 13               | 23               | 27               | 15               | 1  | 1                    | 2                    | 30                   |                      |                      |
| 1982-1983  | Nordiques de Québec        | LNH            | 77  | 7                | 9                | 16               | 48               | 2                | 0  | 0                    | 0                    | 0                    |                      |                      |
| 1983-1984  | Express de Fredericton     | LAH            | 12  | 4                | 5                | 9                | 4                |                  |    |                      |                      |                      |                      |                      |
| 1983-1984  | Nordiques de Québec        | LNH            | 23  | 1                | 1                | 2                | 17               |                  |    |                      |                      |                      |                      |                      |
| 1983-1984  | Red Wings de Détroit       | LNH            | 14  | 4                | 1                | 5                | 8                | 3                | 0  | 0                    | 0                    | 2                    |                      |                      |
| 1984-1985  | Red Wings de l'Adirondack  | LAH            | 29  | 13               | 10               | 23               | 74               |                  |    |                      |                      |                      |                      |                      |
| 1984-1985  | Red Wings de Détroit       | LNH            | 25  | 2                | 2                | 4                | 33               |                  |    |                      |                      |                      |                      |                      |
| 1985-1986  | Red Wings de l'Adirondack  | LAH            | 66  | 28               | 31               | 59               | 124              | 16               | 11 | 4                    | 15                   | 20                   |                      |                      |
| 1986-1987  | Chamois de Chamonix        | Ligue Magnus   |     |                  |                  |                  |                  |                  |    |                      |                      |                      |                      |                      |
| 1986-1987  | Red Wings de l'Adirondack  | LAH            | 17  | 3                | 7                | 10               | 23               | 9                | 1  | 3                    | 4                    | 32                   |                      |                      |
| 1987-1988  | Chamois de Chamonix        | Ligue Magnus   | 19  | 10               | 21               | 31               | 38               |                  |    |                      |                      |                      |                      |                      |
| 1987-1988  | SHC Fassa                  | Série A        | 17  | 28               | 18               | 46               | 18               |                  |    |                      |                      |                      |                      |                      |
| 1988-1989  | Genève-Servette HC         | LNA            |     |                  |                  |                  |                  |                  |    |                      |                      |                      |                      |                      |
| 1989-1990  | Mammouths de Tours         | Ligue Magnus   | 32  | 31               | 35               | 66               | 100              |                  |    |                      |                      |                      |                      |                      |
| 1990-1991  | Mammouths de Tours         | Ligue Magnus   | 14  | 5                | 12               | 17               | 62               | 3                | 2  | 2                    | 4                    | 18                   |                      |                      |
| 1997-1998  | Aztèques d'Asbestos        | LHSPQ          | 5   | 0                | 5                | 5                | 10               |                  |    |                      |                      |                      |                      |                      |
| Totaux LNH | Totaux LNH                 | Totaux LNH     | 202 | 24               | 26               | 50               | 133              | 20               | 1  | 1                    | 2                    | 32                   |                      |                      |

### Équipe d'étoiles
- 1980 : nommé dans la deuxième équipe d'étoiles de la Ligue de hockey junior majeur du Québec.

### Transaction en carrière
- 10 octobre 1980 : signe un contrat comme agent libre avec les Nordiques de Québec.
- 29 février 1984 : échangé aux Red Wings de Détroit par les Nordiques de Québec contre de l'argent.

## Carrière d'entraîneur
Dès son retour d'Europe où il termina sa carrière de hockeyeur professionnel, il commença une nouvelle carrière en étant nommé entraîneur-chef des Tigres de Victoriaville, poste qu'il occupa pour les saisons 1991-1992 et 1992-1993.
Il a été entraîneur-adjoint pour les Estacades de Trois-Rivières dans la Ligue Midget AAA du Québec.  Cette équipe a rendu hommage à la carrière de Pierre dans la LNH et à son implication pour cette équipe en hissant une bannière hommage dans le Colisée de Trois-Rivières.